# Andrea Tranquilli
Andrea Tranquilli (Latina, 5 de febrero de 1986) es un deportista italiano que compitió en remo. Ganó dos medallas de plata en el Campeonato Europeo de Remo, en los años 2008 y 2012.

## Palmarés internacional
| Campeonato Europeo | Campeonato Europeo | Campeonato Europeo | Campeonato Europeo |
| Año                | Lugar              | Medalla            | Prueba             |
| ------------------ | ------------------ | ------------------ | ------------------ |
| 2008               | Maratón (Grecia)   | Medalla de plata   | Cuatro sin timonel |
| 2012               | Varese (Italia)    | Medalla de plata   | Ocho con timonel   |